# Saison 3 de Fais pas ci, fais pas ça
 (juillet 2023).
Si vous disposez d'ouvrages ou d'articles de référence ou si vous connaissez des sites web de qualité traitant du thème abordé ici, merci de compléter l'article en donnant les références utiles à sa vérifiabilité et en les liant à la section « Notes et références ».
Chronologie
Saison 2 Saison 4
Cet article présente la troisième saison de la série télévisée Fais pas ci, fais pas ça, diffusée entre le 24 novembre 2010 et le 15 décembre 2010 sur France 2.

## Résumé de la saison
Les quatre premiers épisodes de cette troisième saison tournent autour de l'esprit de Noël, avec la visite des grands-parents Lepic.
La deuxième partie de cette saison se déroule quatre mois plus tard, après la naissance de Salomé Bouley.

## Épisodes

### Épisode 1:L'Esprit de Noël
- France : 24 novembre 2010 sur France 2

### Épisode 2:Les apparences sont parfois trompeuses
- France : 24 novembre 2010 sur France 2

### Épisode 3:Le Syndrome du pingouin
- France : 1er décembre 2010 sur France 2

Helena Noguerra

### Épisode 4:Le Miracle de la vie
- France : 1er décembre 2010 sur France 2

- Bruno Solo
- Helena Noguerra
- Pierre Vernier (bon papa)
- Hélène Vincent (bonne maman)

### Épisode 5:Couper le cordon
- France : 8 décembre 2010 sur France 2

Bruno Solo

### Épisode 6:Aimez-vous Chopin?
- France : 8 décembre 2010 sur France 2

- André Manoukian
- Isabelle Nanty
- Eva Darlan

### Épisode 7:Le Problème avec ma mère
- France : 15 décembre 2010 sur France 2

- Pierre Mondy
- Eva Darlan
- Helena Noguerra

### Épisode 8:La Frite et le Dindon
- France : 15 décembre 2010 sur France 2

- Pierre Mondy
- Sophie Mounicot